# Lista odcinków serialu Teen Wolf: Nastoletni Wilkołak
Poniżej znajduje się lista odcinków serialu telewizyjnego Teen Wolf: Nastoletni wilkołak, emitowanego przez amerykańską stację telewizyjną MTV od 5 czerwca 2011 roku do 24 września 2017 roku. Powstało 6 serii, które łącznie składają się z 100 odcinków. W Polsce jest emitowany od 6 lutego 2012 roku przez stację AXN Spin.

## Przegląd sezonów
| Sezon | Sezon | Odcinki | Odcinki         | Pierwsza emisja MTV | Pierwsza emisja MTV  | Pierwsza emisja AXN Spin (serie 1-3)/ AXN Black (serie 4-6) | Pierwsza emisja AXN Spin (serie 1-3)/ AXN Black (serie 4-6) | Pierwsza emisja AXN Spin (serie 1-3)/ AXN Black (serie 4-6) |
| Sezon | Sezon | Odcinki | Odcinki         | Premiera sezonu     | Finał sezonu         | Premiera sezonu                                             | Finał sezonu                                                |                                                             |
| ----- | ----- | ------- | --------------- | ------------------- | -------------------- | ----------------------------------------------------------- | ----------------------------------------------------------- | ----------------------------------------------------------- |
|       | 1     | 12      | 12              | 5 czerwca 2011      | 15 sierpnia 2011     | 6 lutego 2012                                               | 23 kwietnia 2012                                            |                                                             |
|       | 2     | 12      | 12              | 3 czerwca 2012      | 13 sierpnia 2012     | 24 września 2012                                            | 10 grudnia 2012                                             |                                                             |
|       | 3     | 24      | 12              | 3 czerwca 2013      | 19 sierpnia 2013     | 15 października 2013                                        | 25 marca 2014                                               |                                                             |
| 12    | 3     | 24      | 6 stycznia 2014 | 24 marca 2014       | 1 kwietnia 2014      | 17 czerwca 2014                                             |                                                             |                                                             |
|       | 4     | 12      | 12              | 23 czerwca 2014     | 8 września 2014      | 6 listopada 2014                                            | 5 lutego 2015                                               |                                                             |
|       | 5     | 20      | 10              | 29 czerwca 2015     | 24 sierpnia 2015     | 13 listopada 2015                                           | 5 lutego 2016                                               |                                                             |
| 10    | 5     | 20      | 5 stycznia 2016 | 8 marca 2016        | 4 marca 2016         | 6 maja 2016                                                 |                                                             |                                                             |
|       | 6     | 20      | 10              | 15 listopada 2016   | 31 stycznia 2017     | 17 lutego 2017                                              | 21 kwietnia 2017                                            |                                                             |
| 10    | 6     | 20      | 30 lipca 2017   | 24 września 2017    | 13 października 2017 | 15 grudnia 2017                                             |                                                             |                                                             |

## Sezon 1 (2011)
| Nr | #  | Tytuł                       | Polski tytuł (wg Netflix Polska) | Reżyseria       | Scenariusz                             | Premiera (MTV)   | Premiera (AXN Spin) |
| -- | -- | --------------------------- | -------------------------------- | --------------- | -------------------------------------- | ---------------- | ------------------- |
| 1  | 1  | Wolf Moon                   | Wilczy księżyc                   | Russell Mulcahy | Jeff Davis, Jeph Loeb, Matthew Weisman | 5 czerwca 2011   | 6 lutego 2012       |
| 2  | 2  | Second Chance at First Line | Druga szansa                     | Russell Mulcahy | Jeff Davis                             | 6 czerwca 2011   | 13 lutego 2012      |
| 3  | 3  | Pack Mentality              | Mentalność stada                 | Russell Mulcahy | Jeff Vlaming                           | 13 czerwca 2011  | 20 lutego 2012      |
| 4  | 4  | Magic Bullet                | Magiczny pocisk                  | Toby Wilkins    | Daniel Sinclair                        | 20 czerwca 2011  | 27 lutego 2012      |
| 5  | 5  | The Tell                    | Rozmowa                          | Toby Wilkins    | Monica Macer                           | 27 czerwca 2011  | 5 marca 2012        |
| 6  | 6  | Heart Monitor               | Pulsometr                        | Toby Wilkins    | Daniel Sinclair                        | 4 lipca 2011     | 12 marca 2012       |
| 7  | 7  | Night School                | Nocna szkoła                     | Tim Andrew      | Jeff Vlaming                           | 11 lipca 2011    | 19 marca 2012       |
| 8  | 8  | Lunatic                     | Lunatyk                          | Tim Andrew      | Monica Macer                           | 18 lipca 2011    | 26 marca 2012       |
| 9  | 9  | Wolf's Bane                 | Wilcze ziele                     | Tim Andrew      | Jonathon Roessler                      | 25 lipca 2011    | 2 kwietnia 2012     |
| 10 | 10 | Co-Captain                  | Drugi kapitan                    | Russell Mulcahy | Jeff Vlaming                           | 1 sierpnia 2011  | 9 kwietnia 2012     |
| 11 | 11 | Formality (Part 1)          | Bal (Część 1)                    | Russell Mulcahy | Monica Macer                           | 8 sierpnia 2011  | 16 kwietnia 2012    |
| 12 | 12 | Code Breaker (Part 2)       | Złamanie zasad (Część 2)         | Russell Mulcahy | Jeff Davis                             | 15 sierpnia 2011 | 23 kwietnia 2012    |

## Sezon 2 (2012)
| Nr | #  | Tytuł                  | Polski tytuł (wg Netflix Polska) | Reżyseria                   | Scenariusz                | Premiera (MTV)   | Premiera (AXN Spin)  |
| -- | -- | ---------------------- | -------------------------------- | --------------------------- | ------------------------- | ---------------- | -------------------- |
| 13 | 1  | Omega (Part 1)         | Omega (Część 1)                  | Russell Mulcahy             | Jeff Davis                | 3 czerwca 2012   | 24 września 2012     |
| 14 | 2  | Shape Shifted (Part 2) | Zmiennokształtny (Część 2)       | Russell Mulcahy             | Andrew Cochran            | 4 czerwca 2012   | 1 października 2012  |
| 15 | 3  | Ice Pick               | Lodowisko                        | Tim Andrew                  | Luke Passmore             | 11 czerwca 2012  | 8 października 2012  |
| 16 | 4  | Abomination            | Potwór                           | Tim Andrew                  | Christian Taylor          | 18 czerwca 2012  | 15 października 2012 |
| 17 | 5  | Venomous (Part 1)      | Trucizna (Część 1)               | Tim Andrew                  | Nick Antosca, Ned Vizzini | 25 czerwca 2012  | 22 października 2012 |
| 18 | 6  | Frenemy (Part 2)       | Przyjaciel? (Część 2)            | Russell Mulcahy             | Jeff Davis                | 2 lipca 2012     | 29 października 2012 |
| 19 | 7  | Restraint              | Zakaz                            | Russell Mulcahy             | Nick Antosca, Ned Vizzini | 9 lipca 2012     | 5 listopada 2012     |
| 20 | 8  | Raving                 | Taniec                           | Russell Mulcahy             | Jeff Davis                | 16 lipca 2012    | 12 listopada 2012    |
| 21 | 9  | Party Guessed          | Urodziny                         | Tim Andrew                  | Jeff Davis                | 23 lipca 2012    | 19 listopada 2012    |
| 22 | 10 | Fury                   | Furia                            | Tim Andrew                  | Jeff Davis                | 30 lipca 2012    | 26 listopada 2012    |
| 23 | 11 | Battlefield            | Starcie                          | Tim Andrew                  | Jeff Davis                | 6 sierpnia 2012  | 3 grudnia 2012       |
| 24 | 12 | Master Plan            | Wielki plan                      | Tim Andrew, Russell Mulcahy | Jeff Davis                | 13 sierpnia 2012 | 10 grudnia 2012      |

## Sezon 3 (2013–2014)
| Nr      | #  | Tytuł                      | Polski tytuł (wg Netflix Polska)     | Reżyseria        | Scenariusz                  | Premiera (MTV)   | Premiera (AXN Spin)  |
| Część 1 |    |                            |                                      |                  |                             |                  |                      |
| ------- | -- | -------------------------- | ------------------------------------ | ---------------- | --------------------------- | ---------------- | -------------------- |
| 25      | 1  | Tattoo                     | Tatuaż                               | Russell Mulcahy  | Jeff Davis                  | 3 czerwca 2013   | 15 października 2013 |
| 26      | 2  | Chaos Rising               | Początek chaosu                      | Russell Mulcahy  | Jeff Davis                  | 10 czerwca 2013  | 22 października 2013 |
| 27      | 3  | Fireflies                  | Świetliki                            | Tim Andrew       | Lucas Sussman               | 17 czerwca 2013  | 29 października 2013 |
| 28      | 4  | Unleashed                  | Smycz                                | Tim Andrew       | Alyssa Clark, Jesec Griffin | 24 czerwca 2013  | 5 listopada 2013     |
| 29      | 5  | Frayed                     | Ranny                                | Robert Hall      | Angela L. Harvey            | 1 lipca 2013     | 12 listopada 2013    |
| 30      | 6  | Motel California           | Motel California                     | Christian Taylor | Christian Taylor            | 8 lipca 2013     | 19 listopada 2013    |
| 31      | 7  | Currents                   | Prądy                                | Russell Mulcahy  | Jeff Davis                  | 15 lipca 2013    | 26 listopada 2013    |
| 32      | 8  | Visionary                  | Wizjoner                             | Russell Mulcahy  | Jeff Davis                  | 22 lipca 2013    | 3 grudnia 2013       |
| 33      | 9  | The Girl Who Knew Too Much | Dziewczyna, która wiedziała za wiele | Tim Andrew       | Jeff Davis                  | 29 lipca 2013    | 10 grudnia 2013      |
| 34      | 10 | The Overlooked             | Zapomniane                           | Russell Mulcahy  | Jeff Davis                  | 5 sierpnia 2013  | 17 grudnia 2013      |
| 35      | 11 | Alpha Pact (Part 1)        | Pakt (Część 1)                       | Tim Andrew       | Jeff Davis                  | 12 sierpnia 2013 | 18 marca 2014        |
| 36      | 12 | Lunar Ellipse (Part 2)     | Zaćmienie Księżyca (Część 2)         | Russell Mulcahy  | Jeff Davis                  | 19 sierpnia 2013 | 25 marca 2014        |
| Część 2 |    |                            |                                      |                  |                             |                  |                      |
| 37      | 13 | Anchors                    | Kotwice                              | Russell Mulcahy  | Jeff Davis                  | 6 stycznia 2014  | 1 kwietnia 2014      |
| 38      | 14 | More Bad Than Good         | Dobro czy zło                        | Tim Andrew       | Jeff Davis                  | 13 stycznia 2014 | 8 kwietnia 2014      |
| 39      | 15 | Galvanize                  | Iskry                                | Robert Hall      | Eoghan O'Donnell            | 20 stycznia 2014 | 15 kwietnia 2014     |
| 40      | 16 | Illuminated                | W ciemności                          | Russell Mulcahy  | Alyssa Clark                | 27 stycznia 2014 | 22 kwietnia 2014     |
| 41      | 17 | Silverfinger               | Silverfinger                         | Jennifer Lynch   | Moira McMahon Leeper        | 3 lutego 2014    | 29 kwietnia 2014     |
| 42      | 18 | Riddled                    | Zagadki                              | Tim Andrew       | Christian Taylor            | 10 lutego 2014   | 6 maja 2014          |
| 43      | 19 | Letharia Vulpina           | Jaskrota wilcza                      | Russell Mulcahy  | Jeff Davis                  | 17 lutego 2014   | 13 maja 2014         |
| 44      | 20 | Echo House                 | Szpital                              | Tim Andrew       | Jeff Davis                  | 24 lutego 2014   | 20 maja 2014         |
| 45      | 21 | The Fox and the Wolf       | Lisy i wilki                         | Tim Andrew       | Ian Stokes                  | 3 marca 2014     | 27 maja 2014         |
| 46      | 22 | De-Void                    | Nicość                               | Christian Taylor | Jeff Davis                  | 10 marca 2014    | 3 czerwca 2014       |
| 47      | 23 | Insatiable                 | Nienasycony                          | Tim Andrew       | Jeff Davis                  | 17 marca 2014    | 10 czerwca 2014      |
| 48      | 24 | The Divine Move            | Boski ruch                           | Russell Mulcahy  | Jeff Davis                  | 24 marca 2014    | 17 czerwca 2014      |

## Sezon 4 (2014)
13 października 2013 roku, stacja MTV zamówiła 4 sezon
| Nr | #  | Tytuł                 | Polski tytuł (wg Netflix Polska)  | Reżyseria        | Scenariusz             | Premiera (MTV)   | Premiera (AXN Black) |
| -- | -- | --------------------- | --------------------------------- | ---------------- | ---------------------- | ---------------- | -------------------- |
| 49 | 1  | The Dark Moon         | Ciemny księżyc                    | Russell Mulcahy  | Jeff Davis             | 23 czerwca 2014  | 6 listopada 2014     |
| 50 | 2  | 117                   | 117                               | Christian Taylor | Eoghan O'Donnell       | 30 czerwca 2014  | 13 listopada 2014    |
| 51 | 3  | Muted                 | Niemy                             | Tim Andrew       | Alyssa Clark           | 7 lipca 2014     | 20 listopada 2014    |
| 52 | 4  | The Benefactor        | Zleceniodawca                     | Russell Mulcahy  | Jeff Davis, Ian Stokes | 14 lipca 2014    | 27 listopada 2014    |
| 53 | 5  | I.E.D.                | Zaburzenie eksplozywne przerywane | Jennifer Lynch   | Angela L. Harvey       | 21 lipca 2014    | 4 grudnia 2014       |
| 54 | 6  | Orphaned              | Sieroty                           | Russell Mulcahy  | Jeff Davis             | 28 lipca 2014    | 11 grudnia 2014      |
| 55 | 7  | Weaponized            | Uzbrojony                         | Tim Andrew       | Alyssa Clark           | 4 sierpnia 2014  | 18 grudnia 2014      |
| 56 | 8  | Time of Death         | Czas zgonu                        | Jann Turner      | Angela L. Harvey       | 11 sierpnia 2014 | 8 stycznia 2015      |
| 57 | 9  | Perishable            | Długa lista                       | Jennifer Lynch   | Eric Wallace           | 18 sierpnia 2014 | 15 stycznia 2015     |
| 58 | 10 | Monstrous             | Potworne rzeczy                   | J. D. Taylor     | Jeff Davis, Ian Stokes | 24 sierpnia 2014 | 22 stycznia 2015     |
| 59 | 11 | A Promise to the Dead | Obietnica                         | Tim Andrew       | Jeff Davis, Ian Stokes | 1 września 2014  | 29 stycznia 2015     |
| 60 | 12 | Smoke and Mirrors     | Dym i lustra                      | Russell Mulcahy  | Jeff Davis             | 8 września 2014  | 5 lutego 2015        |

## Sezon 5 (2015–2016)
28 lipca 2014 roku, stacja MTV zamówiła 5 serię
| Nr      | #  | Tytuł                     | Polski tytuł (wg Netflix Polska) | Reżyseria        | Scenariusz                     | Premiera (MTV)   | Premiera (AXN Black) |
| Część 1 |    |                           |                                  |                  |                                |                  |                      |
| ------- | -- | ------------------------- | -------------------------------- | ---------------- | ------------------------------ | ---------------- | -------------------- |
| 61      | 1  | Creatures of the Night    | Nocne stworzenia                 | Russell Mulcahy  | Jeff Davis                     | 29 czerwca 2015  | 13 listopada 2015    |
| 62      | 2  | Parasomnia                | Parasomnia                       | Tim Andrew       | Jeff Davis                     | 30 czerwca 2015  | 20 listopada 2015    |
| 63      | 3  | Dreamcatchers             | Łapacz snów                      | Russell Mulcahy  | Talia Gonzalez, Bisanne Masoud | 6 lipca 2015     | 27 listopada 2015    |
| 64      | 4  | Condition Terminal        | Stan terminalny                  | Bronwen Hughes   | Jeff Davis, Ian Stokes         | 13 lipca 2015    | 4 grudnia 2015       |
| 65      | 5  | A Novel Approach          | Powieść                          | Tim Andrew       | Angela L. Harvey               | 20 lipca 2015    | 11 grudnia 2015      |
| 66      | 6  | Required Reading          | Lektura obowiązkowa              | Alice Troughton  | Jeff Davis, Ian Stokes         | 27 lipca 2015    | 18 grudnia 2016      |
| 67      | 7  | Strange Frequencies       | Dziwne częstotliwości            | Russell Mulcahy  | Angela L. Harvey               | 3 sierpnia 2015  | 15 stycznia 2016     |
| 68      | 8  | Ouroboros                 | Uroboros                         | David Daniel     | Will Wallace                   | 10 sierpnia 2015 | 22 stycznia 2016     |
| 69      | 9  | Lies of Omission          | Niecała prawda                   | Tim Andrew       | Eric Wallace                   | 17 sierpnia 2015 | 29 stycznia 2016     |
| 70      | 10 | Status Asthmaticus        | Stan astmatyczny                 | Russell Mulcahy  | Jeff Davis, Ian Stokes         | 24 sierpnia 2015 | 5 lutego 2016        |
| Część 2 |    |                           |                                  |                  |                                |                  |                      |
| 71      | 11 | The Last Chimera          | Ostatnia chimera                 | Russell Mulcahy  | Jeff Davis                     | 5 stycznia 2016  | 4 marca 2016         |
| 72      | 12 | Damnatio Memoriae         | Damnatio Memoriae                | Tim Andrew       | Brian Sieve                    | 12 stycznia 2016 | 11 marca 2016        |
| 73      | 13 | Codominance               | Kodominacja                      | Jennifer Lynch   | Will Wallace                   | 19 stycznia 2016 | 18 marca 2016        |
| 74      | 14 | The Sword and the Spirit  | Miecz i duch                     | Kate Eastridge   | Angela L. Harvey               | 26 stycznia 2016 | 25 marca 2016        |
| 75      | 15 | Amplification             | Amplifikacja                     | Russell Mulcahy  | Lindsay Jewett Sturman         | 2 lutego 2016    | 1 kwietnia 2016      |
| 76      | 16 | Lie Ability               | Zdolność kłamania                | Russell Mulcahy  | Eric Wallace                   | 9 lutego 2016    | 8 kwietnia 2016      |
| 77      | 17 | A Credible Threat         | Zagrożenia                       | Tim Andrew       | Jeff Davis                     | 16 lutego 2016   | 15 kwietnia 2016     |
| 78      | 18 | Maid of Gevaudan          | Panna z Gévaudan                 | Joseph P. Genier | Jeff Davis                     | 23 lutego 2016   | 22 kwietnia 2016     |
| 79      | 19 | The Beast of Beacon Hills | Bestia z Beacon Hills            | Tim Andrew       | Jeff Davis, Eric Wallace       | 1 marca 2016     | 29 kwietnia 2016     |
| 80      | 20 | Apotheosis                | Apoteoza                         | Russell Mulcahy  | Jeff Davis                     | 8 marca 2016     | 6 maja 2016          |

## Sezon 6 (2016–2017)
10 lipca 2015 roku, stacja MTV zamówiła 6 sezon, który będzie składał się z 20 odcinków i będzie finałową serią
| Nr      | #  | Tytuł                      | Polski tytuł (wg Netflix Polska) | Reżyseria        | Scenariusz                               | Premiera (MTV)    | Premiera (AXN Black) |
| Część 1 |    |                            |                                  |                  |                                          |                   |                      |
| ------- | -- | -------------------------- | -------------------------------- | ---------------- | ---------------------------------------- | ----------------- | -------------------- |
| 81      | 1  | Memory Lost                | Utracone wspomnienia             | Tim Andrew       | Jeff Davis                               | 15 listopada 2016 | 17 lutego 2017       |
| 82      | 2  | Superposition              | Superpozycja                     | JD Taylor        | Mark H. Kruger                           | 22 listopada 2016 | 24 lutego 2017       |
| 83      | 3  | Sundowning                 | Gdy zajdzie słońce               | David Daniel     | Will Wallace                             | 29 listopada 2016 | 3 marca 2017         |
| 84      | 4  | Relics                     | Relikwie                         | Tim Andrew       | Eric Wallace                             | 6 grudnia 2016    | 10 marca 2017        |
| 85      | 5  | Radio Silence              | Cisza w eterze                   | Russell Mulcahy  | Ross Maxwell                             | 13 grudnia 2016   | 17 marca 2017        |
| 86      | 6  | Ghosted                    | Widmowi Jeźdźcy                  | Russell Mulcahy  | Angela L. Harvey                         | 3 stycznia 2017   | 24 marca 2017        |
| 87      | 7  | Heartless                  | Bez serca                        | Kate Eastridge   | Antoinette Stella                        | 10 stycznia 2017  | 31 marca 2017        |
| 88      | 8  | Blitzkrieg                 | Blitzkrieg                       | Joseph P. Genier | Will Wallace                             | 17 stycznia 2017  | 7 kwietnia 2017      |
| 89      | 9  | Memory Found               | Wspomnienia odzyskane            | Tim Andrew       | Mark H. Kruger, Antoinette Stella        | 24 stycznia 2017  | 14 kwietnia 2017     |
| 90      | 10 | Riders on the Storm        | Jeźdźcy burzy                    | Russell Mulcahy  | Lindsay Jewett Sturman, Joseph P. Genier | 31 stycznia 2017  | 21 kwietnia 2017     |
| Część 2 |    |                            |                                  |                  |                                          |                   |                      |
| 91      | 11 | Said the Spider to the Fly | Spytał pająk muchy               | Russell Mulcahy  | Adam Karp                                | 30 lipca 2017     | 13 października 2017 |
| 92      | 12 | Raw Talent                 | Wrodzony talent                  | Tim Andrew       | Brian Millikin                           | 6 sierpnia 2017   | 20 października 2017 |
| 93      | 13 | After Images               | Powidok                          | Tyler Posey      | Angela L. Harvey                         | 13 sierpnia 2017  | 27 października 2017 |
| 94      | 14 | Face-to-Faceless           | Terror bez twarzy                | Linden Ashby     | Will Wallace                             | 20 sierpnia 2017  | 3 listopada 2017     |
| 95      | 15 | Pressure Test              | Wyładowanie ciśnienia            | Tim Andrew       | Jennifer Quintenz                        | 20 sierpnia 2017  | 10 listopada 2017    |
| 96      | 16 | Triggers                   | Wyzwalacze                       | Eric Wallace     | Eric Wallace                             | 3 września 2017   | 17 listopada 2017    |
| 97      | 17 | Werewolves of London       | Londyńskie wilkołaki             | Russell Mulcahy  | Kyle Steinbach                           | 10 września 2017  | 24 listopada 2017    |
| 98      | 18 | Genotype                   | Genotyp                          | Joseph P. Genier | Joseph P. Genier                         | 17 września 2017  | 1 grudnia 2017       |
| 99      | 19 | Broken Glass               | Noc kryształowa                  | Tim Andrew       | Lindsay Jewett Sturman                   | 17 września 2017  | 8 grudnia 2017       |
| 100     | 20 | The Wolves of War          | Wilki wojny                      | Russell Mulcahy  | Jeff Davis                               | 24 września 2017  | 15 grudnia 2017      |

## Odcinki specjalne
| #                                                                                | Tytuł            | Premiera (MTV)   |
| -------------------------------------------------------------------------------- | ---------------- | ---------------- |
| 1                                                                                | Origins          | 21 maja 2012     |
| Opisywany jest pierwszy sezon                                                    |                  |                  |
| 2                                                                                | Revelations 205  | 25 czerwca 2012  |
| Opisywany jest drugi sezon                                                       |                  |                  |
| 3                                                                                | Revelations 212  | 13 sierpnia 2012 |
| Opisywany jest finał drugiej serii i nadchodzący trzeci sezon                    |                  |                  |
| 4                                                                                | Back to the Pack | 27 maja 2013     |
| Opisywane są dwa pierwsze sezony i nadchodzący trzeci sezon                      |                  |                  |
| 5                                                                                | Revelations 307  | 15 lipca 2013    |
| Opisywany jest trzeci sezon                                                      |                  |                  |
| 6                                                                                | Revelations 312  | 19 sierpnia 2013 |
| Opisywany jest finał pierwszej połowy sezonu trzeciego i premiera drugiej połowy |                  |                  |